# Bajaj Hindusthan
Bajaj Hindusthan est une entreprise sucrière et agricole indienne, basée à Bombay. C'est le premier producteur de sucre d'Inde. Elle fait partie de Bajaj Group.